# Jan Kubista (ur. 1990)
Jan Kubista (ur. 23 września 1990 w Pradze) – czeski lekkoatleta, średniodystansowiec, medalista halowych mistrzostw Europy w 2017.

## Osiągnięcia sportowe
Nie ukończył eliminacyjnego biegu na 800 metrów na młodzieżowych mistrzostwach Europy w 2011 w Ostrawie. Odpadł w  półfinale tej konkurencji na  mistrzostwach Europy w 2012 w Helsinkach oraz eliminacjach biegu na tym dystansie na halowych mistrzostwach Europy w 2013 w Göteborgu i mistrzostwach świata w 2013 w Moskwie.
Zdobył brązowy medal w sztafecie 4 × 400 metrów (która biegła w składzie: Patrik Šorm, Jan  Tesař, Kubista i Pavel Maslák) oraz odpadł w półfinale biegu na 800 metrów na halowych mistrzostwach Europy w 2017 w Belgradzie.
Był mistrzem Czech w biegu na 800 metrów w 2010, wicemistrzem na tym dystansie w 2018 i w biegu na 1500 metrów w 2017 oraz brązowym medalistą w biegu na 400 metrów w 2013. W hali był mistrzem Czech w biegu na 1500 metrów w 2017 i wicemistrzem w tej konkurencji w 2018.

## Rekordy życiowe
Rekordy życiowe Kubisty:
- bieg na 400 metrów – 47,03 (24 lipca 2013, Tabor)
- bieg na 400 metrów (hala) – 47,45 (4 lutego 2017, Praga)
- bieg na 800 metrów – 1:46,16 (27 czerwca 2013, Ostrawa)
- bieg na 800 metrów (hala) – 1:47,42 (11 lutego 2018, Wiedeń)
- bieg na 1000 metrów – 2:19,73 (18 czerwca 2014, Ostrawa)
- bieg na 1500 metrów – 3:50,25 (11 czerwca 2017, Trzyniec)
- bieg na 1500 metrów (hala) – 3:49,47 (18 lutego 2018, Praga)

## Rodzina
Jego ojciec Jan Kubista również był lekkoatletą średniodystansowcem, olimpijczykiem z 1988.